# Ivete Sangalo (álbum)
Ivete Sangalo é o álbum de estreia da artista musical brasileira de mesmo nome, lançado em 17 de agosto de 1999 pela Universal Music. Em janeiro de 1999, a artista anunciou que deixaria a Banda Eva, a qual era a principal vocalista desde 1993, para dedicar-se a carreira solo. Em seguida, ela começou a trabalhar em seu álbum de estreia em carreira solo, o gravando nos estúdios WR Studios (Salvador, Bahia) e Impressão Digital (Rio de Janeiro). A produção musical do registro é assinada por Marco Mazzola. 
Musicalmente, em Ivete Sangalo, a artista continuou a manter o axé music como o seu principal gênero musical. Contudo, há adição de outros estilos, tais como frevo, samba-reggae e MPB. Carlinhos Brown, Luiz Caldas, João Bosco e Herbert Vianna fazem parte do time de compositores, além da própria Sangalo que assina a autoria das canções "Canibal" e "Medo de Amar", sendo a última um dueto com Ed Motta, além da regravações de "Bota Pra Ferver" (da banda Asa de Águia) e "Sá Marina" (de Antônio Adolfo e Tibério Gaspar), que causou controvérsia com Elza Soares.
Ivete Sangalo obteve análises mistas por parte dos críticos especializados, enquanto alguns apreciaram as experimentações da intérprete por novos estilos musicais, outros o consideraram aquém do talento dela. Na 1.ª edição do Grammy Latino, o projeto recebeu indicação a Melhor Álbum de Pop Contemporâneo Brasileiro. Comercialmente, tornou-se sucesso de vendas principalmente no ano 2000, período em que alcançou o topo da parada brasileira de vendas de álbuns, monitorada pelo Nelson Oliveira Pesquisa e Estudo de Mercado (NOPEM), conseguindo certificação de platina pela Associação Brasileira dos Produtores de Discos (ABPD), reconhecendo 200 mil unidades vendidas.
Dos quatro singles extraídos de Ivete Sangalo — incluindo "Tá Tudo Bem", "Canibal", "Tô na Rua" —, foi "Se Eu Não Te Amasse Tanto Assim" que mais se destacou. Esta que, por sua vez, foi incluída na trilha sonora da telenovela Uga Uga (2000), da Rede Globo, além de ter se tornado a canção mais executada nas rádios brasileiras em 2000. Como forma de divulgação do material, Sangalo apresentou algumas faixas de seu alinhamento em programas televisivos e embarcou na Turnê Canibal (1999–2001).

## Antecedentes e produção
"Quero dar uma cara mais minha ao trabalho. Na banda, não escolhia nem a roupa que usava. Não tinha controle da minha agenda ou escolhia o repertório do show. É claro que todos opinavam, mas a última palavra não era minha e sim do diretor musical, do empresário. Agora, vou decidir tudo".

— Sangalo justificando sua decisão de deixar a Banda Eva.
Em 1993, visando o alcance do projeto, os empresários do bloco carnavalesco Eva decidiram transforma-lo em uma banda musical. Para o posto de vocalista, o produtor Jonga Lima convidou Ivete Sangalo, cantora que ele já era empresário desde agosto de 1992, quando iniciou-a na carreira em pequenas apresentações pelo interior da Bahia, as quais lhe renderam o Troféu Caymmi como revelação. Em 1999, após mais de 5 milhões de discos vendidos e sucessos como "Alô Paixão", "Eva" e "Carro Velho", Sangalo anuncia que estava deixando a banda para seguir carreira solo. A artista justificou a decisão afirmando que isso lhe proporcionaria maior liberdade artística e nas tomadas de decisões de sua carreira. A proposta de seu trabalho solo interessou os executivos da Universal Music, que ofereceram-lhe um contrato de gravação exclusivo. Após assinar o contrato, ela começou a desenvolver material com o músico Marco Mazzola, que também ficou a cargo da produção musical e da direção artística da obra, uma vez que a intérprete exigia que o repertório fosse inteiramente escolhido por ela. Para isso, Sangalo ouviu várias fitas, com músicas de diversos compositores. Em fevereiro de 1999, ela começou a desenvolver material para o projeto. As gravações da obra ocorreram em abril, maio e junho de 1999, no estúdio Impressão Digital, Rio de Janeiro (bases instrumentais, sopros e vocais) e no estúdio WR Studios, Salvador (vocais e percussão), e foi mixado no Castle Oaks & Bay em Los Angeles, nos Estados Unidos.
Na foto de capa do álbum, fotografada por Luiz Stein, o rosto de Sangalo aparece dentro de uma phalaenopsis branca. De acordo com a análise de Marilda Santanna, autora do livro As Donas do Canto: O Sucesso das Estrelas-Intérpretes no Carnaval de Salvador (2009), no encarte do projeto "a artista aparece como uma baiana clean, até mesmo como uma imagem de santa, como pode ser observado na segunda foto da capa do álbum. Na terceira foto, já se apresenta uma imagem brejeira, mais ainda num sorriso tímido e um olhar inocente. Na foto do centro, podemos observar uma quebra desta imagem com a foto dos seus lábios tomando toda a extensão da capa, que se oferece para o ouvinte como se pudesse sorve-lo com a sua voz, ou ainda encanta-lo com a boca cheia de brilho. A quarta e a quinta fotos do álbum mostram uma Sangalo mais sóbria e, ao mesmo tempo, plena de beleza e juventude. Na última foto da capa, Sangalo aparece envolta em plumas com a mão sobre a testa, como se estivesse protegendo sua pele do sol". De acordo com a intérprete: "A capa do meu CD é assim porque Luiz Stein, que a fez, me mostrou um livro do David LaChapelle, que é moderno".

## Estrutura musical
Antes mesmo do lançamento de Ivete Sangalo, em entrevista para o jornal O Globo, a intérprete garantiu que em sua carreira solo não iria deixar seu estilo musical de assinatura, o axé music: "Não esperem um disco de baladas, não é o que quero fazer, música para agradar a outros artistas. Gosto de fazer música com ritmo, já me assumi como cantora de trio elétrico. Não vou fazer uma valsa, não é a minha praia. Se não gostarem, podem pôr a culpa na Ivete, o disco é a minha cara, é o que eu queria". Apesar disso, a sonoridade do álbum incorpora elementos de uma variedade de estilos musicais distintos, algo que partiu da vontade da própria Sangalo. A primeira faixa do álbum, "Canibal", foi escrita pela própria intérprete. Musicalmente, é um axé music que remete às Marchinhas de Carnaval, enquanto os versos são  sobre o amor romântico de um índio por uma mulher. "Tá Tudo Bem", segunda música, é um samba-reggae romântico. Suas letras retratam as brigas e pazes que permeiam a união a dois. Carlinhos Brown e Luiz Caldas comparecem como autores no número seguinte, o axé "100 o Seu Amor". Apoiado por percussão de timbaus, sua produção foi comparada a trabalhos do Timbalada.
A quarta canção, "Música Pra Pular Brasileira" — cujo introdução se reporta à "Índio Quer Apito", música de Milton de Oliveira e Haroldo Lobo — é um frevo; aqui, Sangalo se autodenomina portadora da alegria do Carnaval e convida todos a festejar até o dia amanhecer. Já "Monsieur Samba" é um pagode baiano que convida o ouvinte – em trechos em francês – a cair no samba. Segue-se, então, "Medo de Amar". Esta é um dueto com o cantor Ed Motta. "Eternamente" e "Tô Na Rua" são outros números de samba-reggae. "Tenho Dito", escrita por João Bosco, apresenta toques de MPB e jazz latino. Nele a cantora brinca imitando a voz do autor.
A décima primeira faixa, "Destino", é uma canção influenciada pelo axé. "Sá Marina" é uma regravação (1968) do do cantor Wilson Simonal, contida em seu álbum Alegria Alegria Vol. 2. Seu instrumental contém um arranjo latino que mistura bolero e big band com naipes de sopros, teclados e percussão. Sangalo desliza o seu canto pela cama preparada pela banda, que a deixa livre para voar com sua voz. A penúltima canção do disco é "Se Eu Não Te Amasse Tanto Assim", uma balada escrita por Herbert Vianna e Paulo Sergio Valle e arranjada por César Camargo Mariano. Por fim, o disco se encerra com "Bota pra Ferver", escrita por Durval Lelys, gravado pelo mesmo para o primeiro álbum da banda Asa de Águia (1988).

### Controvérsias
A cantora Elza Soares gravou "Sá Marina" para o seu álbum, Carioca da Gema (1999), só que mesmo após ter prensando 5 mil cópias do mesmo, ela viu seu disco embargado devido aos direitos sobre a música pertencentes à Warner Chappell, que havia cedido com exclusividade a canção para o primeiro disco solo de Sangalo. Um mês após a confusão, Sangalo e a Universal Music avisaram em comunicado oficial que abriam mão da exclusividade. Assim, 5 mil unidades tiveram a música e outras 2 mil ficaram sem. Numa entrevista, Sangalo comentou, "A queixa de Elza é direcionada à gravadora, e em parte ela tem razão. Pela própria hierarquia da música, ela tem o direito de gravar o que bem entender. O disco já pronto, prensado, recebi a galinha pulando nos peitos. Me coloquei solidária a ela."

## Crítica profissional
| Críticas profissionais | Críticas profissionais |
| Avaliações da crítica  | Avaliações da crítica  |
| Fonte                  | Avaliação              |
| ---------------------- | ---------------------- |
| O Globo                | [ 18 ]                 |
| Tribuna da Imprensa    | [ 19 ]                 |
| Jornal do Brasil       | [ 20 ]                 |

Ivete Sangalo obteve análises mistas por parte dos críticos especializados. Na crítica de Antonio Carlos Miguel, para o O Globo, ele elogia o album dizendo que "mostra [que a intérprete tem] fôlego para mais. Inclusive como compositora, assinando duas boas canções". Gabriela Mellão, da revista Isto É Gente, notou que "a grande surpresa de seu disco de estreia é a presença de nomes consagrados da MPB, ampliando os limites da axé music". Para a autora, a obra também "apresenta Ivete como uma cantora versátil, com talento para experimentar o pop e a MPB." Em uma análise retrospectiva, Mauro Ferreira, do G1, comentou: "Embora nunca tenha feito um grande disco à altura da voz, talvez porque tenha escorado a carreira no carisma com que costuma turbinar shows incendiários próprios para animar micaretas e trios elétricos, Ivete Sangalo sempre teve axé e fez história no universo da música para pular brasileira em trajetória bem-sucedida desde a Eva e, fora da banda, pavimentada com o mesmo êxito a partir deste bom disco solo de 1999".
Em uma critica mais moderada feita pelo Tribuna da Imprensa, Rodrigo Fasour sentiu que "Ivete precisa evoluir como intérprete, sabendo dosar melhor a voz metálica, de modo a emocionar mais". Contudo, ela "é afinada e com timbre menos agressivo que o de Daniela Mercury". Para a jornalista "as canções do disco não são magnificas, mas estão num nível tolerável, embora a audição do CD inteiro seja ainda irregular". Moacir Andrade, do Jornal do Brasil, foi mais negativo em sua revisão, considerando que, "no CD, o belo timbre e a energia vocal pouco podem fazer, contidos por um repertório axé de pobreza inegável". Apesar de reconhecer que o projeto reúne bons compositores, "a investida restante é pouca". Além das críticas, o projeto concorreu à 1.ª edição do Grammy Latino na categoria Melhor Álbum de Pop Contemporâneo Brasileiro, mas perdeu para Crooner, de Milton Nascimento.

## Promoção
O primeiro single do álbum e da carreira solo de Sangalo, "Tá Tudo Bem", foi lançado em agosto de 1999. O videoclipe da faixa, gravado no alto dos prédios de São Paulo em agosto de 1999, foi dirigido por Hugo Prata e conta com o modelo Glauco, contracenando com a intérprete. Alcançou grande popularidade nas rádios brasileiras, fechando o ano de 1999 como a décima nona canção mais tocada no Brasil. O segundo, "Canibal", teve seu vídeo musical dirigido por Monique Gardenberg. Nele, Sangalo incorporou divas do cinema em um cenário hollywoodiano: uma praia deserta, na Ilha de Cataguazes, em Angra dos Reis. Como par romântico, ela escolheu o ator Fábio Assunção, que também interpretou personagens do mundo cinematográfico.
Para o terceiro single do álbum, "Se Eu Não Te Amasse Tanto Assim", Sangalo chegou a gravar o videoclipe, dirigido por Gardenberg. Contudo, a Universal Music decidiu não envia-lo aos canais de televisão, pois apresentava a cantora interpretando uma garota de programa, o que os fizeram considerar que chamaria muita atenção, seria "forte demais" e poderia comprometer a imagem da artista. Segundo boatos, o veto partiu inicialmente do irmão da cantora, Jesus, que não gostou de associar a imagem de Sangalo à de uma prostituta. Com isso, a Universal Music concordou, vetando o vídeo. A canção se tornou o maior sucesso do álbum, ao alcançar o primeiro lugar nas rádios brasileiras. Segundo a Crowley Broadcast Analysis — empresa que mede a audiência radiofônica do país — encerrou 2000 como música mais tocada no Brasil. Foi incluída na trilha sonora da novela Uga Uga, da Rede Globo. No Prêmio Multishow de Música Brasileira 2001, venceu como Música do Ano. Sangalo também esteve presente em vários programas de televisão para divulgar o disco. O primeiro deles foi o Domingão do Faustão. Além disso, ela concedeu uma entrevista ao De Frente com Gabi, e cantou canções do álbum em programas como Mais Você, Caldeirão do Huck e Domingo Legal. A artista também embarcou na Turnê Canibal (1999–2001), para apoiar o lançamento do disco.

## Faixas
| N.º            | Título                                          | Compositor(es)                    | Duração |  |
| 1.             | "Canibal / Citação Musical: Brincar de Índio"   | Ivete Sangalo                     | 3:46    |  |
| 2.             | "Tá Tudo Bem"                                   | Alexandre Peixe                   | 3:48    |  |
| 3.             | "100 o Seu Amor"                                | Carlinhos Brown Luiz Caldas       | 3:17    |  |
| 4.             | "Música Pra Pular Brasileira"                   | Davi Salles                       | 3:22    |  |
| 5.             | "Monsieur Samba"                                | Gal Sales Jamoliva                | 3:48    |  |
| 6.             | "Medo de Amar" (com a participação de Ed Motta) | Sangalo                           | 4:58    |  |
| 7.             | "Eternamente"                                   | Davi Salles                       | 3:59    |  |
| 8.             | "Tô Na Rua"                                     | Gal Sales Xexéu II                | 3:41    |  |
| 9.             | "Chuva de Flor"                                 | Marquinho Carvalho                | 3:17    |  |
| 10.            | "Tenho Dito"                                    | João Bosco                        | 3:41    |  |
| 11.            | "Destino"                                       | Gal Sales Jamoliva                | 4:13    |  |
| 12.            | "Sá Marina"                                     | Antônio Adolfo Tibério Gaspar     | 4:22    |  |
| 13.            | "Se Eu Não Te Amasse Tanto Assim"               | Herbert Vianna Paulo Sérgio Valle | 4:09    |  |
| 14.            | "Bota pra Ferver"                               | Durval Lelys                      | 4:16    |  |
| Duração total: | Duração total:                                  | Duração total:                    | 54:45   |  |

## Desempenho comercial
Ivete Sangalo saiu com tiragem de 100 mil cópias e, em apenas 2 meses, já tinha vendido mais de 200 mil unidades. Na parada publicada pelo O Globo – com base em dados fornecidos pelo instituto Nelson Oliveira Pesquisa e Estudo de Mercado (NOPEM) –, debutou na sexta colocação entre os álbuns mais vendidos no Brasil, na edição datada em 27 de junho de 2000. Alcançou o topo da tabela na edição de 25 de julho. Recebeu certificação de platina emitida pela Associação Brasileira dos Produtores de Discos (ABPD) – atualmente Pro-Música Brasil (PMB) –. denotando vendas de 200 mil réplicas. Segundo a Universal Music, mais de 400 mil exemplares do projeto já fora adquiridos.
| País — Tabela musical (1999–2000) | Posição de pico |
| --------------------------------- | --------------- |
| Brasil (NOPEM)                    | 1               |

| Região                     | Certificação | Vendas  |
| -------------------------- | ------------ | ------- |
| Brasil (Pro-Música Brasil) | Platina      | 400 000 |

## Histórico de lançamento
| País     | Data                   | Formato          | Gravadora        |
| -------- | ---------------------- | ---------------- | ---------------- |
| Brasil   | 30 de julho de 1999    | CD               | Universal        |
| Espanha  | 20 de novembro de 2007 | Download digital | Universal Latino |
| Portugal | 20 de novembro de 2007 | Download digital | Universal Latino |